# Grande valse brillante

Frédéric Chopin, Grande valse brillante Es-Dur op. 18, Titelblatt der Erstausgabe, 1834

Der Grande valse brillante Es-Dur op. 18 ist ein Klavierwerk des polnischen Komponisten Frédéric Chopin.

## Entstehung

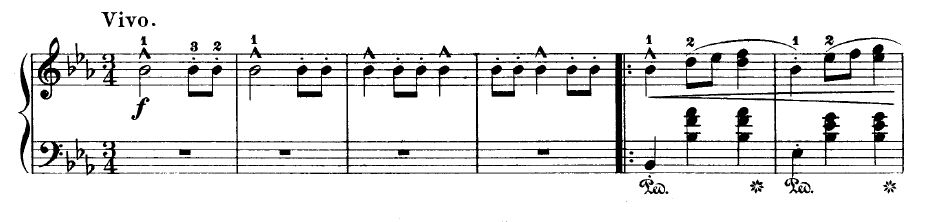
Beginn der Komposition

Der Grande valse brillante Es-Dur op. 18 von Frédéric Chopin entstand 1833 für die englische Chopin-Schülerin Laura Horsford. Das Autograph besaß lange Zeit Allen Rowland in den USA, dessen Vorfahren es bereits im 19. Jahrhundert erworben hatten, vielleicht von Laura Horsford persönlich. Es trägt die eigenhändige Aufschrift: „Valse. dediée à Mlle Laura Horsford par Frédéric Chopin – Paris, le 10 Juillet 1833“. Von 1957 bis 1992 war es in der Yale University deponiert; am 24. Juni 1992 wurde es für 60.500 Pfund Sterling durch das Auktionshaus Christie’s versteigert. Der jetzige Besitzer ist nicht bekannt. Ein weiteres Autograph wurde im Oktober 1967 von dem amerikanischen Pianisten Byron Janis im Schloss Thoiry im Département Yvelines bei Paris entdeckt, wo es sich noch heute befindet, zusammen mit dem Autograph des Walzers Ges-Dur op. 70 Nr. 1. Chopins Reinschrift, die offenbar als Stichvorlage für den Erstdruck benutzt wurde, kam 1917 ins Musée royal de Mariemont in Belgien. Sie trägt ebenfalls eine Widmung für Laura Horsford, ist aber nicht datiert.
Die Erstveröffentlichung erfolgte im Juli/August 1834 durch den Verlag Breitkopf & Härtel in Leipzig. Zur gleichen Zeit erschienen Ausgaben in Paris und London.
Es handelt sich um den ersten, zumal deutlich stilisierten Walzer von Chopin, zugleich eine seiner heute populärsten Kompositionen. Die Interpretation des Werks erfordert ein hohes Tempo und konfrontiert den Spieler mit großen technischen Problemen. Namentlich die zahlreichen schnellen Tonrepetitionen sind nur von professionellen Pianisten zu bewältigen.